# ちょろけん
ちょろけんは江戸時代後期から明治にかけて京阪地方に存在した門付芸(かどづけげい)。
全身が隠れるほどの大きな張子の福禄寿をかぶったものである。正徳4年（1714年）の記録が所見であり、享保年間（1716～36）には大坂の町へ現れた。
明治期までは、正月の門付けのみでなく社寺の境内にも現れたが明治以後衰滅した。

## 概要
ちょろけんは数人の集団で、福禄寿役は大きな張り子の頭をかぶり、両手に割竹を持った。残りの者たちは顔を描いた布袋またはトクスの仮面を被ってびんざさらを鳴らし、「長老がさんじました大福長老じゃ長老を見る人は福徳来る厄難厄病皆取り払ふお子供衆には疱瘡が軽い」「みのや尾張のあぬさん達は糸取り上手に機織上手」などと囃してご祝儀をもらい歩いた。幕末には頭に黒塗りの大笠を載せるようになり舌を出した顔が書かれるようになり、連れの者たちは三味線・太鼓も使うようになった。後に掛け声は「ちょろが参じました」となっている。
滑稽なだけの他愛のない芸だったため、専門の芸人の職掌ではなく多くは小遣い目当ての若者が余興半分に演じていた。そのせいもあってか、子供や若い女性に遭遇すると、面白半分に脅かしたりからかうことがたびたびあったと言う。
名前の由来は、福禄寿の意の「長老君（ちょうろうくん）」からきたと考えられており、関西方言の「ちょける（調子に乗る）」の語源とも言われている。
京阪地区で活躍したちょろけんは京都の伏見人形としても猿、徳吸、お福などをモチーフに数多く残されている。
類似したものには、中国で正月15日頃に大きな和尚の頭の面を被って門々で銭を乞うていた「大頭和尚」という門付芸がある。

## 昭和以降の復元
1959年、日本舞踊上方舞山村流によるちょろけんが演舞され、その後も国立文楽劇場にて山村流の長唄ちょろけんが演舞された。 
朝日放送の番組『探偵!ナイトスクープ』では、「ちょろけんを実際に見たい」という依頼がよせられた。当時探偵を勤めていたトミーズ雅探偵が広辞苑のイラストを元に作ったちょろけんに扮装している。
2014年には博物館「大阪城天守閣」が「大坂の陣400年プロジェクト」の一環として復活させた。
2021年1月、大阪中心（大阪市中央区役所と地域によるプロジェクト）で「疫病退散 ～ ちょろけんと大神楽（だいかぐら） ～ 」が開催され予定だったが中止になり、代替として「迎春ちょろけん年賀状」の頒布が実施された。

## フィクションにおけるちょろけん
さくらももこは漫画『ほのぼの劇場』の中で運動会でちょろけんに扮した際のエピソードを記している。
2017年のNHK連続テレビ小説『わろてんか』第1話では、冒頭にちょろけんが出演している。操演はちんどん通信社代表林幸治郎と内野真が勤めた。
野田サトルの漫画『ゴールデンカムイ』248話では、主人公の杉元佐一とアシㇼパがちょろけんと連れの男に変装している場面がある。

## 異なるちょろけん
丹波福知山地方の手織の自家用絹織物も「ちょろけん」と呼ばれるものが有る。また江戸時代には渡来裂（織物）の一種が「ちょろけん」と呼ばれるものがあった。

## 関連記事
- 大頭小僧